# آندریا لوکوویچ
آندریا لوکوویچ (سیریلیک صربی: Андрија Луковић؛ زادهٔ ۲۴ اکتبر ۱۹۹۴) بازیکن فوتبال اهل صربستان است.
از باشگاه‌هایی که در آن بازی کرده‌است می‌توان به باشگاه فوتبال پی‌اس‌وی آیندهوون و باشگاه فوتبال راد اشاره کرد.
وی همچنین در تیم‌های ملی فوتبال Serbia national under-19 football team و زیر ۲۱ سال صربستان بازی کرده‌است.